# Bourrous
Bourrous (franska: Bourrous (CR), Bourrous (Commune Rurale), arabiska: عكرمة) är en kommun i Marocko.   Den ligger i provinsen Rehamna och regionen Marrakech-Safi, 270 km söder om huvudstaden Rabat. Antalet invånare är 5 748.